# Stephen Chow (kardinal)
Stephen Chow Sau-yan, SJ (Hong Kong, 7. kolovoza 1959.) hongkonški je prelat Katoličke Crkve koji služi kao biskup Hong Konga od 2021. godine. Bio je provincijski poglavar Kineske provincije Družbe Isusove od 2018. do 2021. godine.
Papa Franjo je 9. srpnja 2023. najavio da ga planira imenovati kardinalom na konzistoriju zakazanom za 30. rujna.